# Boggomsbaai
Boggomsbaai is een dorpje in de Zuid-Afrikaanse provincie West-Kaap. Boggomsbaai behoort tot de gemeente Mosselbaai dat onderdeel van het district Tuinroute is.